# A1689-zD1
Het sterrenstelsel A1689-zD1 in het sterrenbeeld Virgo (Maagd) bevindt zich op 12,97 miljard lichtjaar van de Zon. Het bevindt zich achter de Abell 1689-cluster en is een van de verst van de Aarde verwijderde, waargenomen objecten. Het kan worden waargenomen door middel van een zwaartekrachtlens met behulp van Abell 1689.